# Gola (powiat lubiński)
Gola – wieś w Polsce położona w województwie dolnośląskim, w powiecie lubińskim, w gminie Lubin.

## Historia

### Nazwa
Gola — 1259 r., 1360 r., Gogoleuici — 1267 r., Goele — 1483 r., Guhlau — do 1945 r. Do lat 90. XX wieku wieś nazywała się Czynszowice.

### Właściciele
Miejscowość wzmiankowana po raz pierwszy w źródłach 7.12.1259 r. Pierwsze dostępne informacje dotyczące historii własności dóbr w Goli pochodzą z dokumentu z 1360 r., w sprawie dziedziczenia majątku między innymi w Goli po rodzicach przez Moroszę wdowę po Peczku zwanym Loyske oraz ich jednoczesnej sprzedaży braciom Pecze i Nicze. W dokumencie z 1483 r. podane są imiona kolejnych właścicieli dóbr: wówczas Maciej Lemberg sprzedał Janowi Weze, plebanowi w Lubinie, 6 grzywien czynszu z Goli. Brak jest danych o historii własności w XVI i XVII w. Wiadomo dopiero, że w 1789 r. właścicielem wsi był von Grumbkow. W 1830 r. majątek należał do hrabiego Sandreczky. W 1870 r. w księgach adresowych jako właściciel figurował Carl Lange, w 1873 r. jego spadkobiercy, w latach 1886-1891 wdowa Sophie Lange z domu Förster, natomiast w roku 1894 jej spadkobiercy. W latach 1898–1905 majątek należał do Wilhelma Friedricha. Od 1909 r. dobra stanowiły własność gminy miejskiej Lubina; dzierżawcą dóbr w l909 r. był August Peukert, właściciel dobra wiejskiego w Bartoszowie koło Legnicy, w 1912 r. jego następcy, w latach 1917-1922 — Max Peukert. W latach 1926–1937 Max Peukert pozostaje dzierżawcą części majątku; drugą, miejską częścią zarządza Provinzialverband von Niederschlesien.

### Spisy
Według spisu z 1613 r. sporządzonego dla księstwa legnickiego w Goli mieszkało 7 kmieci, i 2 chałupników. W 1789 r. w Goli znajdowały się 2 pańskie domy mieszkalne oraz folwark. We wsi mieszkało 6 zagrodników omłockowych, 6 chałupników, znajdowało się tu również 10 domów kolonistów; do wsi należała również winnica.

## Podział administracyjny
W latach 1975–1998 miejscowość należała administracyjnie do województwa legnickiego.

## Układ przestrzenny
Gola jest niewielką osadą położoną na północ od Lubina, o wielodrożnym układzie przestrzennym. Obszar zabudowy pozostał nie zmieniony od 1 połowy XIX w. W południowej części wsi był położony folwark (założony w 2 ćwierci XIX w., obecnie teren po folwarku jest niezabudowany). W roku 1830 i 1845 wzmiankowany był w Goli pałac, w 1905 r. tzw. Schloss Pella — niezachowany. Na południe od zabudowań wiejskich leżały dwa młyny: Guhl-Mühle i Schloss-Mühle — oba nie istnieją. Na zachód od wsi, w niewielkim od niej oddaleniu, na
granicy obszaru leśnego znajduje się teren po założonym w 2. połowie XIX w. cmentarzu ewangelickim,
zamkniętym w 1974 r. (ostatni pochówek z 1944 r.). Cmentarz założony jest na planie prostokąta; skupina drzew wyznacza podział cmentarza na kwatery z aleją doprowadzającą. Zachowane są mogiły oraz pojedyncze nagrobki.

## Komunikacja publiczna
Do wsi dojeżdża autobus linii nr 100 komunikacji miejskiej w Lubinie.

## Zabytki
- Cmentarz ewangelicki, na północny wschód od wsi, założony 2. połowa XIX w., zamknięty 1974 r.